# تپه نقشیات (۲۷۸) ۱۲۹
تپه نقشیات (۲۷۸) ۱۲۹ مربوط به دوران‌های تاریخی پس از اسلام است و در شهرستان شوشتر، روستای نقیشات واقع شده و این اثر در تاریخ ۵ آذر ۱۳۸۰ با شمارهٔ ثبت ۴۳۰۵ به‌عنوان یکی از آثار ملی ایران به ثبت رسیده است.